# ポークパイ
ポーク・パイ・パーカッション（英: Pork Pie Percussion）は、ビル・デタモアによって1987年に始められたドラムセットメーカー。社のモットーは「Made by an American」。

## 概要
1987年、ビル・デタモアが趣味としてドラムの製作を始めた。この趣味はすぐに発展し、ドラム製作会社となった。すべてのドラムには製作日とビル・デタモアのサインが添えられている。ポーク・パイ・パーカッションのドラムはカリフォルニアのカノガ・パークで製作されており、すべてハンドメイドであった。2006年には9人の従業員を雇うようになったが、ビル・デタモアはその時点でも、木材の加工やドラムのペイントなど多くの部分に関わっていた。
最近になってポーク・パイ・パーカッションは、リトル・スクィーラー、ピッグライト・アクリル、ビッグ・ブラック・ブラススネアドラムの3製品を導入した。スクィーラーとビッグブラックは台湾で製作されている。ピッグ・ライトはカリフォルニアで製作されている。リトル・スクィーラーはスネアドラムとして始まったが、今では4ピースのドラムセットと4種類のスネアドラムが販売されている。リトル・スクィーラーはポーク・パイ・パーカッションの売上に大きく貢献した。
ドラムの製作に加えて、ドラムのリストアやカスタマイズなどにも対応している。ビル・デタモアはヴァン・ヘイレンやイエス、マリリン・マンソン、ブリンク182、ガンズ・アンド・ローゼズなど、有名なバンドのドラムセットのカスタマイズにも関わっている。